# Marília Pêra
Marília Soares Pêra (Rio de Janeiro, 22 de janeiro de 1943 — Rio de Janeiro, 5 de dezembro de 2015) foi uma atriz, cantora e diretora teatral brasileira. Conquistou ao longo de sua carreira cerca de 80 prêmios, atuando em 49 peças, 29 novelas e mais de 20 filmes.

## Biografia e carreira
Filha do ator português Manuel Pêra e da atriz de ascendência italiana Dinorah Marzullo, Marília pisou no palco de um teatro pela primeira vez aos quatro anos de idade, ao lado dos pais, que integravam o elenco da companhia de Henriette Morineau.
Dos 14 aos 21 anos atuou como bailarina e participou de musicais e revistas, entre eles, Minha Querida Lady (1962), protagonizado por Bibi Ferreira. Segundo Marília, ela passou porque os diretores estavam procurando alguém que poderia fazer acrobacias, o que era raro naquela época. Atuou também em outras peças como O Teu Cabelo Não Nega (1963), biografia de Lamartine Babo, no papel de Carmen Miranda. Voltaria a viver o papel da cantora no espetáculo A Pequena Notável (1966), dirigido por Ary Fontoura; no A Tribute to Carmen Miranda no Lincoln Center, em Nova Iorque (1975), dirigido por Nelson Motta; na única apresentação A Pêra da Carmem, no Canecão, em 1986, e no musical Marília Pêra canta Carmen Miranda (2005), dirigido por Maurício Sherman.
Em 1964, Marília derrotou Elis Regina num teste para o musical Como Vencer na Vida sem Fazer Força, ambas ainda desconhecidas do público na época.
A primeira aparição na televisão foi em Rosinha do Sobrado, na Rede Globo, em 1965 e, em seguida, em A Moreninha. Em 1967 fez sua primeira apresentação em um espetáculo musical, A Úlcera de Ouro, de Hélio Bloch.

Marília Pêra e Francisco Cuoco em O Cafona, 1971. Arquivo Nacional.

Nos anos 60, chegou a ser presa durante a apresentação da peça Roda Viva (1968) de Chico Buarque e obrigada a correr nua por um corredor polonês. Foi presa uma segunda vez, visto que era tida como comunista, quando policias invadiram a residência, assustando a todos, inclusive o filho de sete anos, que dormia.
Em 1969, conquistou grande sucesso no papel da protagonista do drama Fala Baixo Senão eu Grito, de Leilah Assumpção, com direção de Clóvis Bueno, primeira peça teatral da dramaturga paulista. Pela interpretação da complexa personagem Mariazinha, solteirona virgem que vive em um pensionato de freiras, Marília recebeu o Prêmio Molière e também o Prêmio da Associação Paulista de Críticos Teatrais (APCT), atual Associação Paulista de Críticos de Arte (APCA). Seu futuro marido Paulo Villaça interpretou um ladrão que numa noite pula a janela do seu quarto com a intenção de roubar. Na conversa entre os dois, que dura a noite toda, a solteirona revela ao público e a si mesma suas frustrações.
Em 1975, gravou o LP Feiticeira, lançado pela Som Livre.

Marília Pêra, 1970. Arquivo Nacional.

Marília foi a atriz que mais atuou sozinha nos palcos, conseguindo atrair o público infantil para a difícil arte do monólogo. Além de Carmen Miranda, desempenhou nas telas e no palco papéis de mulheres célebres, como Maria Callas, Dalva de Oliveira, Coco Chanel e a ex-primeira dama do Brasil Sarah Kubitschek. A estreia como diretora aconteceu em 1978, na peça A Menina e o Vento, de Maria Clara Machado.
Em 1992, apresentou o musical Elas por Elas, para a TV Globo. Ao lado da cantora Simone  e de Cláudia Raia tornou público o apoio ao candidato Fernando Collor de Mello, nas eleições de 1989.
Em uma declaração feita ao programa televisivo Fantástico em 2006, devido ao sucesso de sua personagem Milu, na novela Cobras & Lagartos, Marília falou sobre sua carreira, revelando que não suportava contracenar com atores de mau hálito e chulé. Comentou que há muitos atores que não se preocupam com a higiene, sem citar nomes (uma indireta para seu par romântico na novela, Herson Capri). Marília afirmou que nunca se achou bonita e que sempre foi desengonçada.
Em 2008, foi protagonista do longa-metragem, Polaroides Urbanas, de Miguel Falabella, no qual interpretou duas irmãs gêmeas.
Em 2009, foi escalada pela TV Globo para viver a hippie Rejane Batista na minissérie Cinquentinha, de Aguinaldo Silva. Após várias cenas gravadas, a atriz desistiu do papel, causando mal estar na direção da emissora. No lugar de Marília, entrou a atriz Betty Lago, que se encaixou perfeitamente no papel, sendo muito elogiada pela crítica. Algumas notícias que circularam na época afirmavam que o motivo para não querer seguir com a interpretação foi não se sentir à vontade com o papel.
Em 2010, fez parte do elenco da série A Vida Alheia, de Miguel Falabella, na Rede Globo, como Catarina.
Em janeiro de 2013, ocorreu a estreia do seriado Pé na Cova, em que Marília interpretava Darlene, uma maquiadora na funerária do ex-esposo Ruço (Miguel Falabella), e que vive no subúrbio. Em abril de 2014, por conta de problemas pessoais, a atriz deixou o seriado, retornando às gravações no dia 11 de junho de 2014.
No carnaval de 2015, Marília foi homenageada pela escola de samba Mocidade Alegre, de São Paulo. Em agosto do mesmo ano, foi a grande homenageada do Festival de Cinema de Gramado, no qual recebeu o Troféu Oscarito.

## Vida familiar
Casou-se pela primeira vez aos dezessete anos com o músico Paulo Graça Mello, morto num acidente de carro em 1969. Aos dezoito anos deu à luz ao também ator Ricardo Graça Mello. Seu segundo casamento foi com o comediante Agildo Ribeiro, de quem se separou em 1968. No ano seguinte casou-se com o ator Paulo Villaça, seu parceiro em Fala Baixo Senão Eu Grito, separando-se em 1971. Em 1972, casou-se com Nelson Motta, separando-se em 1980. Deste casamento nasceram as filhas Esperança Motta e Nina. Seu último casamento, desde 1998 até sua morte em 2015, foi com o economista carioca Bruno Faria. Marília era irmã de Sandra Pêra, neta de Antônia Marzullo, também atrizes, e sobrinha do ator Abel Pêra.

## Morte
Marília Pêra morreu em seu apartamento no bairro de Ipanema, no Rio de Janeiro, no dia 5 de dezembro de 2015. Nos últimos meses de vida, a atriz lutava contra um câncer de pulmão. Passara o ano em tratamento médico, combatendo um desgaste nos ossos do quadril, o que a impedia de atuar. Foi sepultada no Cemitério de São João Batista, na cidade do Rio de Janeiro.

## Filmografia

### Televisão
| Ano     | Título                     | Papel                                                | Nota                                                        |
| ------- | -------------------------- | ---------------------------------------------------- | ----------------------------------------------------------- |
| 1965    | Rosinha do Sobrado         | Rosinha                                              |                                                             |
| 1965    | A Moreninha                | Carolina                                             |                                                             |
| 1965    | Padre Tião                 | Maria Aparecida (Cidinha)                            |                                                             |
| 1965    | Um Rosto de Mulher         | Elizabeth                                            |                                                             |
| 1968    | Beto Rockfeller            | Manuela                                              |                                                             |
| 1969    | Super Plá                  | Joana Martini                                        |                                                             |
| 1971    | Bandeira 2                 | Noeli                                                |                                                             |
| 1971    | O Cafona                   | Shirley Sexy                                         |                                                             |
| 1972    | Comédia Especial           | Ana Carolina                                         | Episódio: "Amor à Brasileira"                               |
| 1972    | Comédia Especial           | Catarina Batista                                     | Episódio: "A Megera Domada"                                 |
| 1972    | Uma Rosa com Amor          | Serafina Rosa Petrone                                |                                                             |
| 1972    | Viva Marília               | Várias Personagens                                   |                                                             |
| 1974    | Supermanoela               | Manoela                                              |                                                             |
| 1974    | Caso Especial              | Sônia                                                | Episódio: "Caminhos do Coração"                             |
| 1978    | Os Trapalhões              | Eva[carece de fontes?]                               | Episódio: "Adão e Eva"                                      |
| 1979    | Malu Mulher                | Clarisse                                             | Episódio: "Em Legítima Defesa da Honra e Outras Loucuras"   |
| 1982    | Quem Ama Não Mata          | Alice                                                |                                                             |
| 1983–86 | Programa de Domingo        | Várias personagens                                   |                                                             |
| 1987    | Brega & Chique             | Rafaela Alvaray                                      |                                                             |
| 1988    | O Primo Basílio            | Juliana Couceiro Tavira                              |                                                             |
| 1989    | Top Model                  | Suzana Pasolini                                      | Episódio: "18 de setembro"                                  |
| 1990    | Rainha da Sucata           | Ela mesma                                            | Episódios: "2–3 de abril"                                   |
| 1990    | Lua Cheia de Amor          | Genuína Miranda (Genu)                               |                                                             |
| 1994    | Incidente em Antares       | Erotildes da Conceição                               |                                                             |
| 1996    | O Campeão                  | Elizabeth Caldeira                                   |                                                             |
| 1997    | Mandacaru                  | Isadora                                              |                                                             |
| 1998    | Meu Bem Querer             | Custódia Alves Serrão                                |                                                             |
| 1999    | Casseta e Planeta, Urgente | Ela mesma                                            | Episódio: "13 de abril"                                     |
| 1999    | Zorra Total                | Rainha Elizabeth                                     | Temporada 1                                                 |
| 2000    | Garotas do Programa        | Várias personagens                                   |                                                             |
| 2001    | Brava Gente                | Pola                                                 | Episódio: "Ana Neri"                                        |
| 2001    | Os Maias                   | Maria Monforte                                       |                                                             |
| 2003    | Celebridade                | Ela mesma                                            | Episódio: "16 de dezembro"                                  |
| 2004    | Começar de Novo            | Janis / Marlene Emilinha da Silva Teles (Vó Doidona) |                                                             |
| 2006    | JK                         | Sarah Lemos Kubitschek                               |                                                             |
| 2006    | Cobras & Lagartos          | Maria Lúcia Pasquim Montini (Milú)                   |                                                             |
| 2007    | Toma Lá, Dá Cá             | Madame Ivone / Comadre Madellon                      | Episódio:"Boi Sonso, Marrada Certa"                         |
| 2007    | Duas Caras                 | Gioconda de Queiroz Barreto                          |                                                             |
| 2008    | Casos e Acasos             | Sônia                                                | Episódio: "A Vaga, a Entrevista e o Cachorro-Quente"        |
| 2008    | Xuxa e as Noviças          | Irmã Gardênia                                        | Especial de fim de ano                                      |
| 2010    | A Vida Alheia              | Catarina Faissol                                     |                                                             |
| 2011    | Insensato Coração          | Ela mesma                                            | Episódio: "17 de janeiro"                                   |
| 2011    | Ti Ti Ti                   | Rafaela Alvaray                                      | Episódio: "18 de março"                                     |
| 2011    | Zorra Total                | Ela mesma                                            | Episódio: "7 de maio"                                       |
| 2011    | Aquele Beijo               | Maruschka Lemos de Sá                                |                                                             |
| 2012    | Louco por Elas             | Madame Vivi                                          | Episódio: " - Léo Dá Jantar Para Provar Que Não É Ciumento" |
| 2013–16 | Pé na Cova                 | Darlene Pereira dos Santos                           |                                                             |

### Cinema
Fonte: Mulheres do Cinema Brasileiro - Marília Pêra
| Ano  | Título                                | Papel                 | Notas              |
| ---- | ------------------------------------- | --------------------- | ------------------ |
| 1968 | O Homem que Comprou o Mundo           | Rosinha               |                    |
| 1970 | É Simonal                             | Perua Bêbada          |                    |
| 1971 | O Donzelo                             | A Virgem              |                    |
| 1975 | Ana, a Libertina                      | Ana                   |                    |
| 1975 | O Rei da Noite                        | Pupe                  |                    |
| 1978 | O Grande Desbum                       | Madalena              |                    |
| 1980 | Pixote, a Lei do Mais Fraco           | Sueli                 |                    |
| 1982 | Bar Esperança                         | Ana Moreno            |                    |
| 1984 | Areias Sagradas (Parábola em Ipanema) | Mão de Paulinho       | Curta-metragem     |
| 1985 | Mixed Blood                           | Rita La Punta         |                    |
| 1986 | Anjos da Noite                        | Marta Brum            |                    |
| 1989 | Dias Melhores Virão                   | Mary (Maryalva Matos) |                    |
| 1995 | Jenipapo                              | Renata                |                    |
| 1996 | Tieta do Agreste                      | Perpétua              |                    |
| 1997 | Happy Hours                           | Psicóloga             |                    |
| 1998 | Central do Brasil                     | Irene                 |                    |
| 1999 | O Viajante                            | Ana Lara              |                    |
| 2000 | Amélia                                | Amélia                |                    |
| 2003 | Seja o que Deus Quiser!               | Fernanda              |                    |
| 2005 | Garrincha, a Estrela Solitária        | Vanderléia            |                    |
| 2005 | Living the Dream                      | Vanessa               |                    |
| 2005 | Vestido de noiva                      | Madame Clessy         |                    |
| 2006 | Acredite, um Espírito Baixou em Mim   | Graça                 |                    |
| 2006 | Pixote in Memoriam                    | Ela mesma             | Documentário       |
| 2007 | Jogo de Cena                          | Sarita                |                    |
| 2008 | Nossa vida não cabe num opala         | Srª. Castilho         |                    |
| 2008 | Polaróides Urbanas                    | Magda / Magali        |                    |
| 2009 | Embarque Imediato                     | Justina / Gilda       |                    |
| 2013 | Histórias Íntimas                     | Ela mesma             | Documentário       |
| 2016 | Tô Ryca                               | Madame Claude         | Lançamento póstumo |

## Teatro
- 1948 - Medéia
- 1948 - Frenesi
- 1948 - O casaco encantado

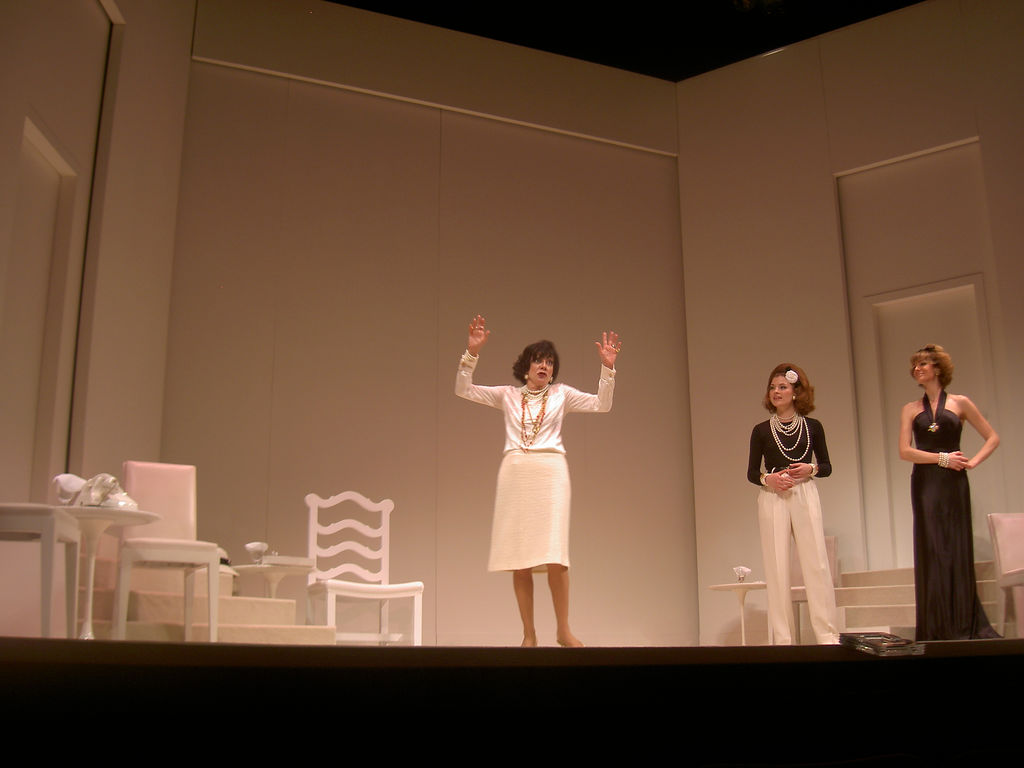
Marília Pêra em Mademoiselle Chanel

- 1957–59 - Grande Teatro Tupi / Teatro da Imperatriz da Seda
- 1957–59 - Espetáculos Tonelux / Teatrinho Trol
- 1957–59 - Ballet às Segundas / Câmera Um
- 1959–60 - O filé vem de fora
- 1960 - Circo Thiany
- 1960 - Boite Plaza Show Todas elas são barbadas (Cole)
- 1960 - Terra seca
- 1960 - O rei mentiroso
- 1960–61 - My fair Lady
- 1961 - Espanta gato
- 1960 - Divorciados
- 1960 - Society em baby doll
- 1961 - Minha querida lady
- 1963 - O teu cabelo não nega
- 1964 - A ópera dos três vinténs
- 1964 - Como vencer na vida sem fazer força
- 1966 - Se correr o bicho pega, se ficar o bicho come
- 1966 - Onde canta o sabiá
- 1967 - A megera domada
- 1967 - A úlcera de ouro
- 1968 - O barbeiro de Sevilha
- 1968 - Roda viva
- 1969 - A moreninha
- 1970 - A vida escrachada de Joana Martini e Baby Stompanato
- 1971 - A pequena notável
- 1973 - Apareceu a Margarida
- 1974 - Pippin
- 1975 - A feiticeira
- 1975 - Síndica, qual é a tua?
- 1976 - Deus lhe pague
- 1977 - O exércício
- 1978 - A menina e o vento (atuação e direção)
- 1979 - Pato com laranja
- 1980 - Brasil da censura à abertura
- 1981 - Doce deleite
- 1983 - Adorável Júlia
- 1984 - Brincando em cima daquilo
- 1986 - O mistério de Irma Vap (direção)
- 1987 - A estrela Dalva
- 1989 - Elas por ela
- 1991 - Quem matou a baronesa?
- 1992 - Elas por ela
- 1992 - A prima dona
- 1996 - Master Class
- 1997 - Padre Antonio Vieira
- 1998 - Toda nudez será castigada
- 1998 - Ciranda dos homens, carnaval dos animais
- 1999 - Além da linha d'água
- 1999 - Altar do incenso
- 2000 - O amigo oculto (direção)
- 2001 - Estrela tropical
- 2001 - Vitor ou Vitória
- 2002 - A filha da...
- 2003 - Marília Pêra canta Ari Barroso
- 2004 - Mademoiselle Chanel
- 2005 - Marília Pêra canta Carmen Miranda
- 2006 - Pasárgada!
- 2006 - W In Tour 2006 - Era Uma Vez... (direção)
- 2007 - Um lobo nada mau (direção)
- 2008 - Doce Deleite (direção)
- 2009 - Gloriosa
- 2012 - Herivelto como Conheci
- 2013 - Alô, Dolly!

## Discografia
| Ano  | Título                | Tipo | Gravadora |
| ---- | --------------------- | ---- | --------- |
| 1975 | Feiticeira            | LP   | Som Livre |
| 1985 | A música em Pessoa    | LP   | Som Livre |
| 1989 | Elas por elas         | LP   |           |
| 2000 | Estrela tropical      | CD   |           |
| 2001 | Euteamo e suas ideias | CD   |           |

## Prêmios e indicações
| Ano  | Prêmio                                        | Indicação                             | Nomeações                   | Resultado |
| ---- | --------------------------------------------- | ------------------------------------- | --------------------------- | --------- |
| 1969 | Prêmio Governador do Estado                   | Melhor Atriz                          | Fala Baixo Senão eu Grito   | Venceu    |
| 1969 | Troféu APCA                                   | Melhor Atriz                          | Fala Baixo Senão eu Grito   | Venceu    |
| 1969 | Prêmio Molière de Teatro                      | Melhor Atriz                          | Fala Baixo Senão eu Grito   | Venceu    |
| 1972 | Troféu Imprensa                               | Melhor Atriz                          | O Cafona                    | Venceu    |
| 1973 | Troféu Imprensa                               | Melhor Atriz                          | Uma Rosa com Amor           | Indicado  |
| 1973 | Prêmio Molière de Teatro                      | Melhor Atriz                          | Apareceu a Margarida        | Venceu    |
| 1973 | Prêmio Governador do Estado                   | Melhor Atriz                          | Apareceu a Margarida        | Venceu    |
| 1977 | Prêmio Mambembe                               | Melhor Atriz                          | O Exercício                 | Venceu    |
| 1981 | New York Film Critics Circle Awards           | Melhor Atriz Coadjuvante              | Pixote, a Lei do Mais Fraco | Venceu    |
| 1982 | National Society of Film Critics Awards       | Melhor Atriz                          | Pixote, a Lei do Mais Fraco | Venceu    |
| 1982 | Boston Society of Film Critics Awards         | Melhor Atriz                          | Pixote, a Lei do Mais Fraco | Venceu    |
| 1983 | Troféu APCA                                   | Melhor Atriz de Televisão             | Quem Ama Não Mata           | Venceu    |
| 1983 | Prêmio Molière de Teatro                      | Melhor Atriz                          | Brincando em Cima Daquilo   | Venceu    |
| 1983 | Prêmio Mambembe                               | Melhor Atriz                          | Adorável Júlia              | Venceu    |
| 1983 | Festival de Cinema de Gramado                 | Melhor Atriz                          | Bar Esperança               | Venceu    |
| 1983 | Prêmio Air France de Cinema                   | Melhor Atriz                          | Bar Esperança               | Venceu    |
| 1984 | Troféu APCA                                   | Melhor Atriz de Cinema                | Bar Esperança               | Venceu    |
| 1987 | Festival de Cinema de Gramado                 | Melhor Atriz                          | Anjos da Noite              | Venceu    |
| 1988 | Troféu Imprensa                               | Melhor Atriz                          | Brega & Chique              | Venceu    |
| 1988 | Troféu APCA                                   | Melhor Atriz de Televisão             | Brega & Chique              | Venceu    |
| 1988 | Comenda da Ordem do Rio Branco                | Grau Oficial                          | —                           | Venceu    |
| 1989 | National Society of Film Critics Awards       | Menção Honrosa Melhor Atriz da Década | Carreira                    | Venceu    |
| 1991 | Troféu APCA                                   | Melhor Atriz de Cinema                | Dias Melhores Virão         | Venceu    |
| 1991 | Festival Internacional de Cinema de Cartagena | Melhor Atriz                          | Dias Melhores Virão         | Venceu    |
| 1996 | Troféu APCA                                   | Melhor Atriz de Teatro                | Master Class                | Venceu    |
| 1996 | Prêmio Sharp de Teatro                        | Melhor Atriz                          | Master Class                | Venceu    |
| 1996 | Prêmio Guarani de Cinema Brasileiro           | Melhor Atriz Coadjuvante              | Jenipapo                    | Venceu    |
| 1996 | Festival Internacional de Cinema de Havana    | Melhor Atriz Coadjuvante              | Tieta do Agreste            | Venceu    |
| 1997 | Troféu APCA                                   | Melhor Atriz Coadjuvante              | Tieta do Agreste            | Venceu    |
| 1997 | Prêmio Guarani de Cinema Brasileiro           | Melhor Atriz Coadjuvante              | Tieta do Agreste            | Venceu    |
| 1997 | Prêmio Mambembe                               | Melhor Atriz                          | Master Class                | Venceu    |
| 1999 | Prêmio Guarani de Cinema Brasileiro           | Melhor Atriz Coadjuvante              | Central do Brasil           | Indicado  |
| 1999 | Prêmio Master - Jornal dos Clubes             | Melhor Atriz                          | Meu Bem Querer              | Venceu    |
| 2000 | Grande Prêmio do Cinema Brasileiro            | Melhor Atriz                          | O Viajante                  | Indicado  |
| 2001 | Prêmio Arte Qualidade Brasil - SP             | Melhor Atriz de Minissérie            | Os Maias                    | Venceu    |
| 2003 | Ordem do Mérito Cultural                      | Classe de Comendador                  | —                           | Venceu    |
| 2004 | Prêmio Shell de Teatro                        | Melhor Atriz                          | Fala Baixo Senão eu Grito   | Venceu    |
| 2005 | Prêmio Contigo! de TV                         | Melhor Atriz Coadjuvante              | Começar de Novo             | Indicado  |
| 2005 | Prêmio Shell de Teatro                        | Melhor Atriz                          | Mademoiselle Chanel         | Venceu    |
| 2005 | Troféu APCA                                   | Melhor Atriz de Teatro                | Mademoiselle Chanel         | Venceu    |
| 2005 | Prêmio Arte Qualidade Brasil                  | Melhor Atriz Teatro                   | Mademoiselle Chanel         | Venceu    |
| 2006 | Prêmio Eletrobras                             | Melhor Atriz                          | Mademoiselle Chanel         | Venceu    |
| 2006 | Prêmio Faz Diferença                          | Melhor Atriz                          | Mademoiselle Chanel         | Venceu    |
| 2006 | Prêmio Arte Qualidade Brasil                  | Melhor Atriz                          | JK                          | Indicado  |
| 2007 | Prêmio Contigo! de TV                         | Melhor Atriz Coadjuvante              | Cobras e Lagartos           | Indicado  |
| 2007 | Prêmio Arte Qualidade Brasil                  | Melhor Atriz Coadjuvante              | Cobras e Lagartos           | Indicado  |
| 2007 | Brazilian Film Festival of Miami              | Melhor Atriz                          | Polaróides Urbanas          | Venceu    |
| 2008 | Prêmio Contigo! de TV                         | Melhor Atriz Coadjuvante              | Duas Caras                  | Venceu    |
| 2008 | Prêmio Tudo de Bom! - jornal "O Dia"          | Melhor Atriz                          | Duas Caras                  | Venceu    |
| 2008 | Prêmio Arte Qualidade Brasil                  | Melhor Atriz Coadjuvante              | Duas Caras                  | Indicado  |
| 2008 | Prêmio Arte Qualidade Brasil                  | Melhor Atriz de Cinema                | Polaróides Urbanas          | Indicado  |
| 2008 | Prêmio Contigo! de Cinema Nacional            | Melhor Atriz                          | Polaróides Urbanas          | Indicado  |
| 2009 | Prêmio Guarani de Cinema Brasileiro           | Melhor Atriz                          | Polaróides Urbanas          | Indicado  |
| 2009 | Prêmio Arte Qualidade Brasil                  | Melhor Atriz Teatral Musical          | A Gloriosa                  | Venceu    |
| 2010 | Prêmio APTR de Teatro                         | Melhor Atriz Protagonista             | A Gloriosa                  | Indicado  |
| 2014 | Prêmio Quem de Televisão                      | Melhor Atriz                          | Pé na Cova                  | Indicado  |